# Solomons
Solomons és una concentració de població designada pel cens dels Estats Units a l'estat de Maryland. Segons el cens del 2000 tenia 1.536 habitants.

## Demografia
Segons el cens del 2000, Solomons tenia 1.536 habitants, 689 habitatges, i 378 famílies. La densitat de població era de 331,3 habitants per km².
Dels 689 habitatges en un 15,4% hi vivien nens de menys de 18 anys, en un 47,8% hi vivien parelles casades, en un 4,8% dones solteres, i en un 45,1% no eren unitats familiars. En el 39% dels habitatges hi vivien persones soles el 24,8% de les quals corresponia a persones de 65 anys o més que vivien soles. El nombre mitjà de persones vivint en cada habitatge era d'1,97 i el nombre mitjà de persones que vivien en cada família era de 2,56.
Per edats la població es repartia de la següent manera: un 13,1% tenia menys de 18 anys, un 3,1% entre 18 i 24, un 21% entre 25 i 44, un 21,2% de 45 a 60 i un 41,7% 65 anys o més.
L'edat mediana era de 56 anys. Per cada 100 dones de 18 o més anys hi havia 76,8 homes.
La renda mediana per habitatge era de 48.532 $ i la renda mediana per família de 74.318 $. Els homes tenien una renda mediana de 64.833 $ mentre que les dones 34.313 $. La renda per capita de la població era de 33.049 $. Entorn del 2,1% de les famílies i el 3,4% de la població estaven per davall del llindar de pobresa.

## Poblacions més properes
El següent diagrama mostra les poblacions més properes.